# Cá nhám mang xếp
Cá nhám mang xếp (tên khoa học Chlamydoselachus anguineus) là một loài cá mập thuộc chi Chlamydoselachus, họ Chlamydoselachidae. Đây là loài cá sống chủ yếu ở vùng biển sâu (trên 1.500 mét), phân bố không liên tục trên cả Đại Tây Dương và Thái Bình Dương. Loài cá này có một số đặc điểm của loài cá mập "nguyên thủy", được coi là "hóa thạch sống" dưới đáy biển thời kỳ khủng long. Chúng có chiều dài có thể đạt tới 2 m (6,6 ft), có cơ thể màu nâu sẫm giống con lươn nhưng có sáu cặp khe mang giống với loài cá mập thời tiền sử. Khi di chuyển và săn mồi, cá mập thằn lằn uốn cong cơ thể để di chuyển về phía trước một cách linh hoạt giống với một con rắn biển khổng lồ.
Do tỉ lệ sinh sản thấp, cộng với việc chúng có giá trị thương mại cao nên dù sống ở vùng biển sâu, những nơi khó bị đánh bắt nhưng Liên minh Bảo tồn thiên nhiên Quốc tế (IUCN) đã đánh giá chúng là loài gần bị đe dọa.

## Phân loại

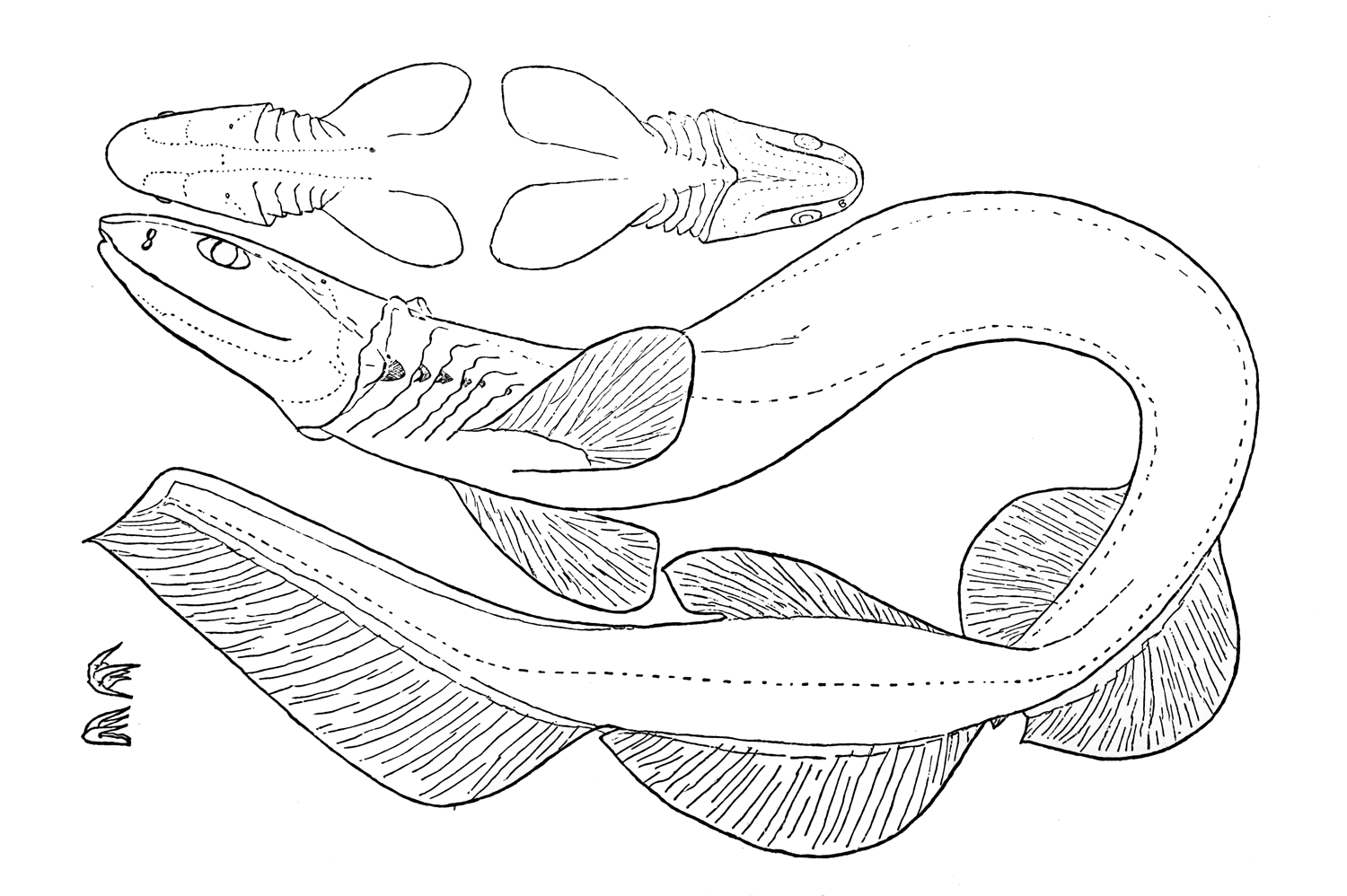
Bức họa phác thảo đi kèm mô tả của nhà động vật học Samuel Garman

Người đầu tiên khám phá ra loài cá nhám mang xếp là nhà ngư loại học người Đức có tên Ludwig Döderlein trong chuyến thăm Nhật Bản của ông vào năm 1879 và 1881. Ông đã đưa hai mẫu vật của loài này về Vien (Áo) để nghiên cứu nhưng những bản thảo mô tả của ông đã bị mất. Vì vậy, những mô tả đầu tiên về loài cá nhám mang xếp chính là của nhà động vật học người Mỹ Samuel Garman khi bắt được một con cá nhám cái dài 1,5 mét (4,9 ft) tại Vịnh Sagami (Nhật Bản). Những nghiên cứu của ông được công bố vào năm 1884 với tên "Một loài cá nhám kì dị" được đăng trong kỷ yếu của Viện Essex. ông đã đặt chúng trong một họ và chi mới với tên khoa học là Chlamydoselachus anguineus, từ chlamy trong tiếng Hy Lạp có nghĩa là "xếp thành nếp", và selachus có nghĩa là "cá nhám", còn anguineus trong tiếng Latinh có nghĩa là "giống như loài rắn".
Nhiều nhà nghiên cứu cho rằng, đây là loài cá nhám tổ tiên của lớp cá nhám Elasmobranchii (bao gồm cả cá đuối) dựa trên cấu tạo về răng, xương hộp sọ, mang cùng cấu tạo đốt sống của xương sống không rõ ràng. Nhà động vật học Samuel Garman tin rằng, chúng là loài cổ sinh vật giống với loài cá nhám cổ đại Cladoselache đã tuyệt chủng thuộc kỷ Devon. Còn theo Theodore Gill và Edward Drinker Cope thì cá mập thằn lằn liên quan đến các loài cá mập thuộc thời kỳ Mesozoic (Đại Trung Sinh), Cope đã gán cho chúng với loài cá mập tiền sử Xenacanthus.
Cá nhám mang xếp là một trong những loài cá nhám tồn tại lâu đời nhất (cùng với cá nhám sáu mang), có thể là thời kỳ Creta muộn (cách đây 95 triệu năm) hoặc có thể là cuối kỷ Jura (cách đây 150 triệu năm) bởi nó mang những đặc tính "nguyên thủy" giống với tổ tiên xa xưa của chúng.

## Phân bố và môi trường sống

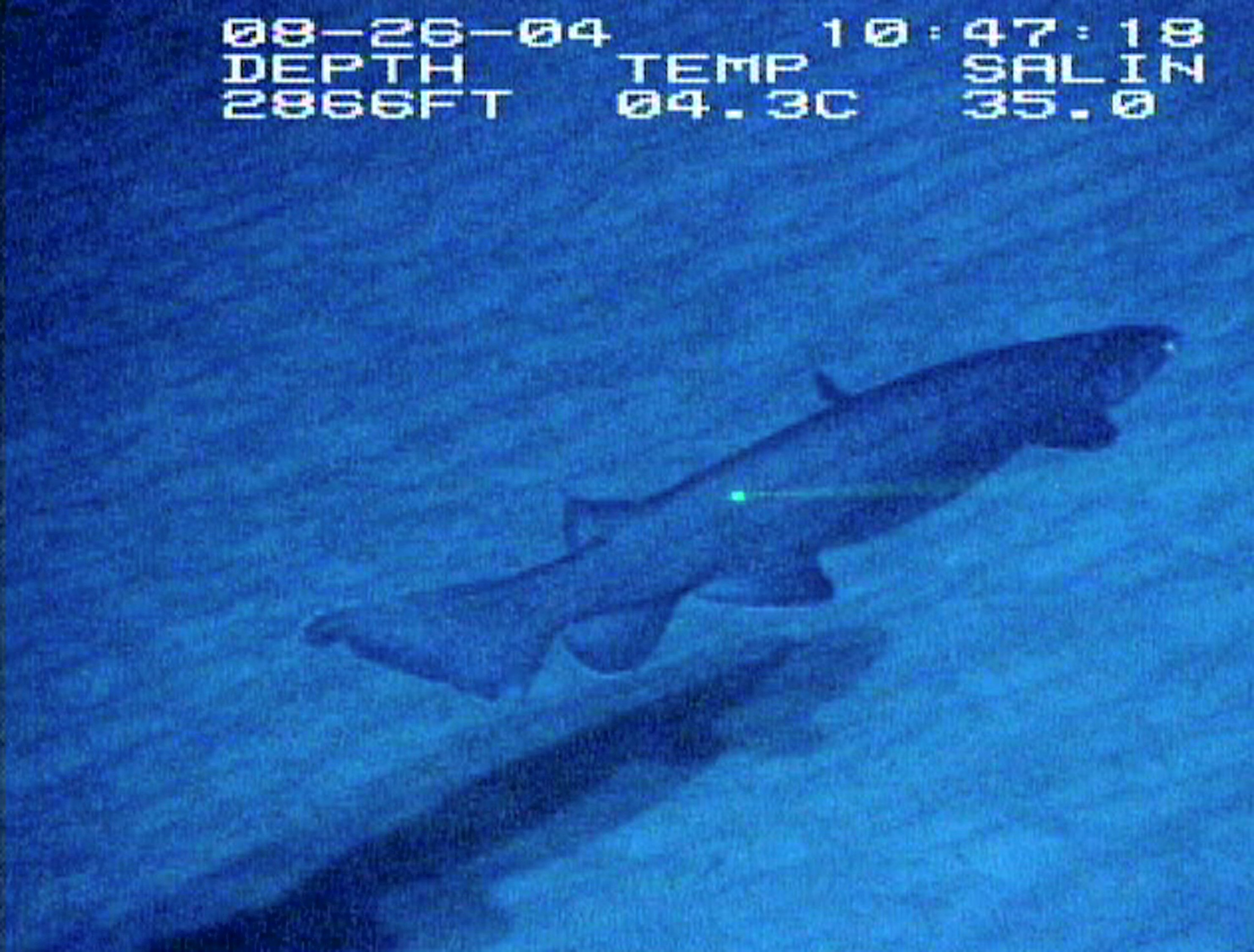
Ảnh cắt ra từ cảnh quay một con cá nhám mang xếp ở vùng biển phía Đông của bang Georgia, Hoa Kỳ

Chúng được ghi nhận ở rải rác khắp các vùng biển thuộc Đại Tây Dương và Thái Bình Dương. Ở Đại Tây Dương, chúng được tìm thấy ở khu vực phía Đông bao gồm phía Bắc Na Uy, Bắc Scotland và phía Tây Ireland, vùng biển thuộc Pháp kéo dài tới Maroc bao gồm ở cả Madeira, và Mauritanie. Ở trung tâm Đại Tây Dương, bắt gặp chúng ở một vài khu vực thuộc núi Mid-Atlantic Ridge, phía Bắc của Brazil, Suriname, Ridge Vavilov ngoài khơi Tây Phi, vùng bờ biển khu vực các bang thuộc New England, bang Georgia. Còn trong khu vực Thái Bình Dương, chúng có mặt ở phía Đông nam đảo Honshu (Nhật Bản), Đài Loan, ngoài khơi bờ biển bang New South Wales và Tasmania ở Úc, và xung quanh New Zealand. Ngoài ra là vùng bờ biển Hawaii, California, và phía bắc Chile.
Môi trường sống của cá nhám mang xếp là ngoài khu vực thềm lục địa, khoảng giữa dốc lục địa, những vùng biển mát và có sự đa dạng sinh thái. Chúng sống phổ biến ở độ sâu 1.000 m (3.300 ft) và có thể thấy chúng ở độ sâu lên tới 1.570 m (5150 ft). Ở Nhật Bản, khu vực vịnh Suruga độ sâu phổ biến thấy loài này là từ 50 – 200 m (160–660 ft), nhưng từ tháng tám đến tháng mười một, khi nhiệt độ ở đây vượt quá 15 °C (59 °F) thì chúng xuống những tầng nước sâu hơn.

## Mô tả

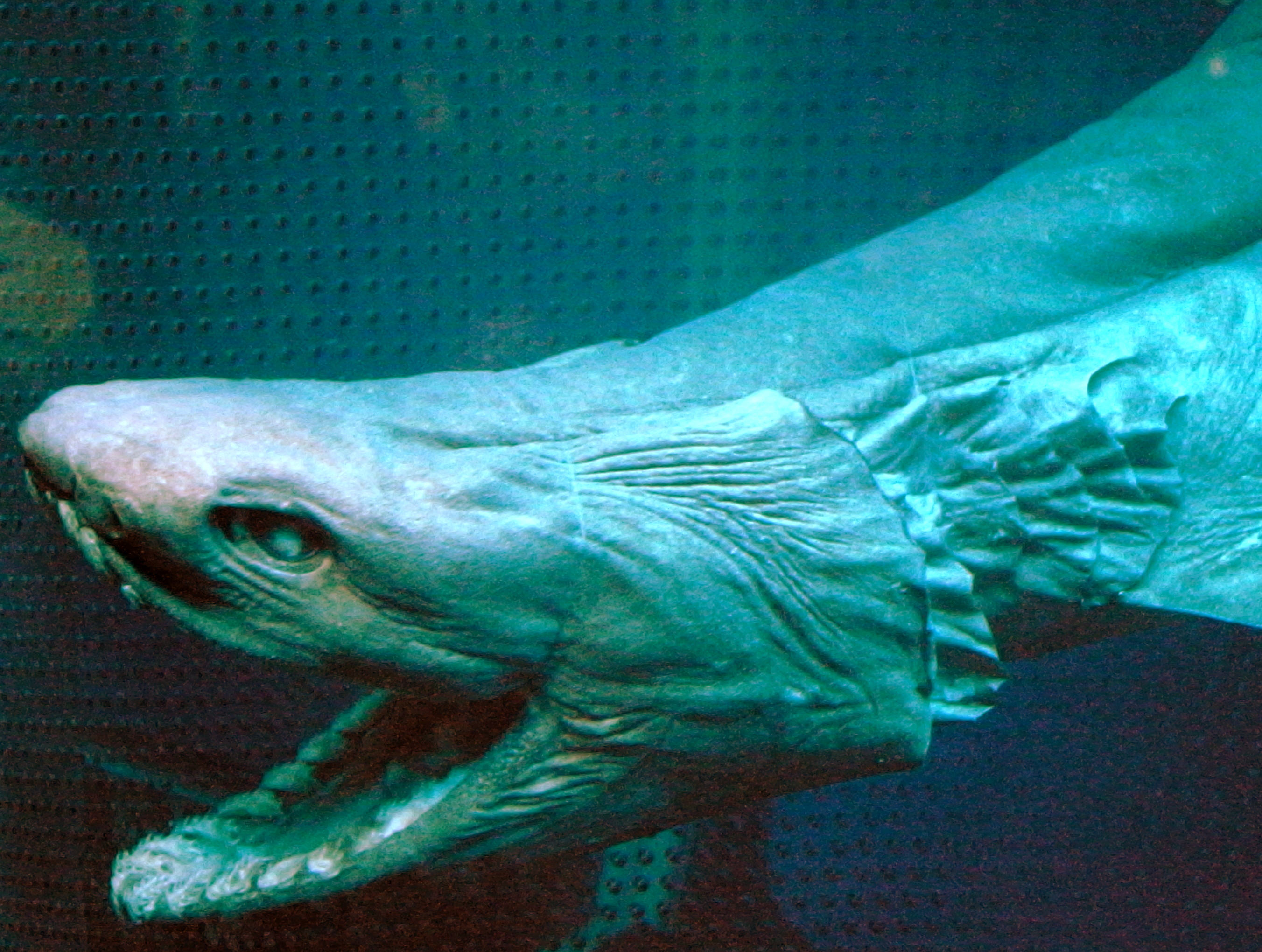
Hàm của cá nhám mang xếp

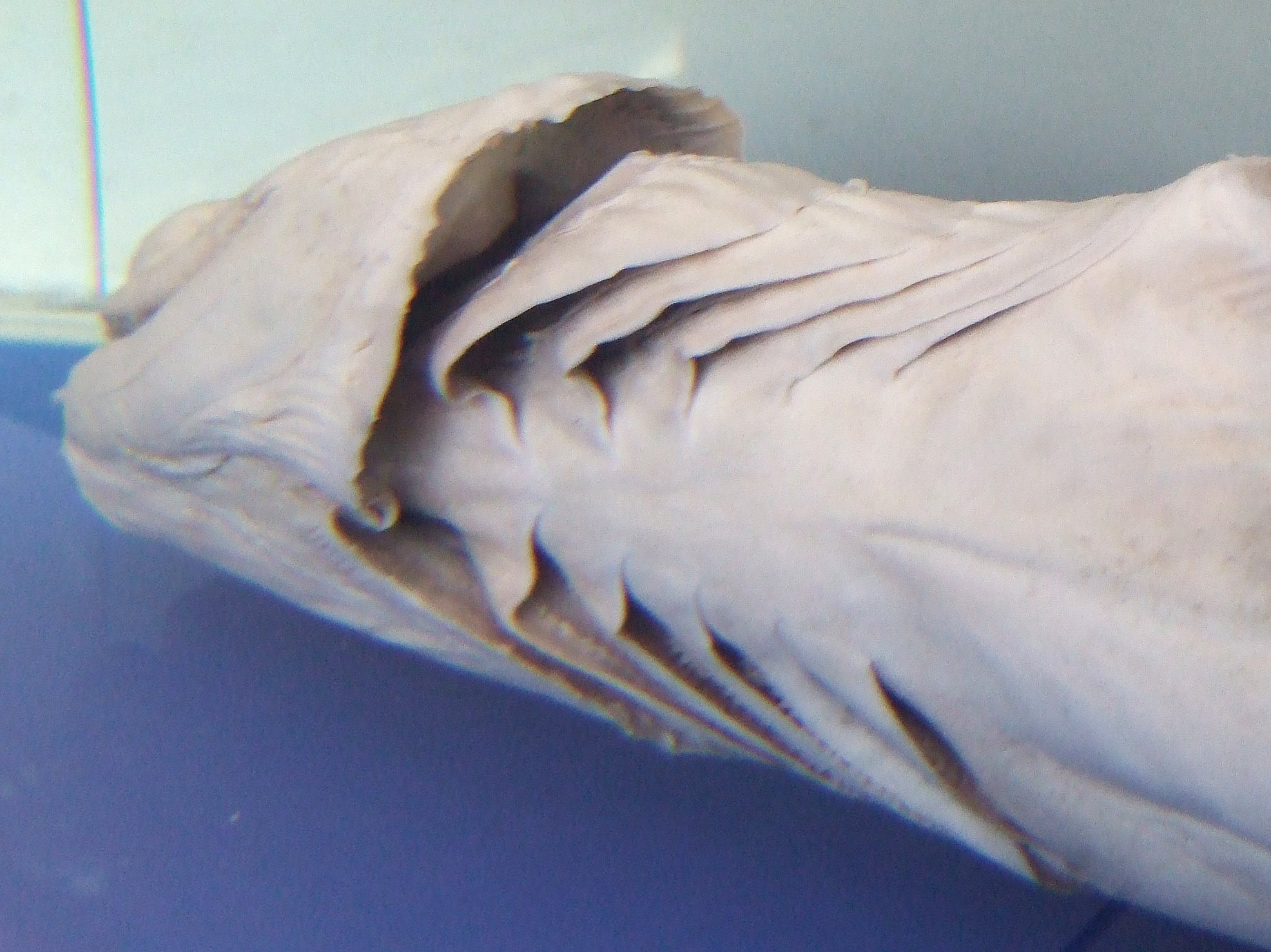
Cấu tạo khe mang

Trong thần thoại, cá nhám mang xếp được miêu tả giống với những con rắn biển khổng lồ. Chúng có cơ thể thuôn dài giống lươn và xuất hiện một cách kỳ lạ với thân hình màu nâu tối hoặc xám. Đầu của cá nhám mang xếp rộng, phẳng nhưng chúng lại có một cái miệng tròn, ngắn. Đôi mắt hình bầu dục và được bố trí nằm ngang. Lỗ mũi là khe hở nằm theo chiều dọc đầu. Trái ngược với nhiều loài cá nhám khác, răng của chúng ngắn và mảnh nhưng lại dài vào sâu trong khoang miệng được cấu tạo thành nhiều răng nhỏ hơn, cùng với đó là khoảng cách giữa các răng là khá rộng. Mỗi con có khoảng 300 chiếc răng nhỏ, thanh mảnh như những cây kim. Đây là một trong số ít loài cá nhám có 6 cặp khe mang, các khe mang nhỏ được xếp thành nếp giúp mở rộng được các sợi mang. Cặp khe mang đầu tiên nằm ngay ở cổ họng trông như chúng như có một chiếc "cổ áo".
Khi trưởng thành, cá nhám mang xếp có thể đạt chiều dài 1,7 m (5,6 ft) đối với cá thể đực và 2 m (6,6 ft) đối với cá thể cái. Vây ngực của cá nhám mang xếp ngắn và tròn, vây lưng nhỏ nhưng lại nằm ở vị trí khá xa so với cơ thể, ở đối diện với vây hậu môn. Các vây bụng và hậu môn lớn, rộng và tròn. Vây đuôi rất dài và có hình tam giác. Có một cặp nếp gấp da dày không rõ chức năng chạy dọc theo bụng, ngăn cách bởi đường rãnh. Con cái có phần thân giữa dài hơn so với con đực, và vây bụng nằm gần với vây hậu môn hơn.. Cá nhám mang xếp có khoảng 147 đốt sống và ruột chúng có cấu tạo bao gồm 26 - 28 van xoắn ốc. Có một loài cá nhám mang xếp khác ở phía Nam châu Phi được xếp vào loài mới có đầu dài hơn, khe mang ngắn hơn, có nhiều đốt sống và nhiều van xoắn ốc hơn (khoảng 160-171).

## Hình thái sinh học
Để thích ứng với cuộc sống ở vùng biển sâu, xương của chúng bị vôi hóa, cùng với đó là việc gan phát triển chứa đầy chất béo ở nồng độ thấp cho phép duy trì trạng thái ít vận động trong môi trường nước. Cá nhám mang xếp có thể gặp nguy hiểm bởi các loài cá mập ăn thịt dữ dằn khác, bằng chứng là những cái đuôi bị cụt của chúng. Một số loài ký sinh trùng của cá nhám mang xếp gồm có các loài sán ở các chi Monorygma, Otodistomum veliporum hay là giun ống Mooleptus rabuka.

### Thức ăn

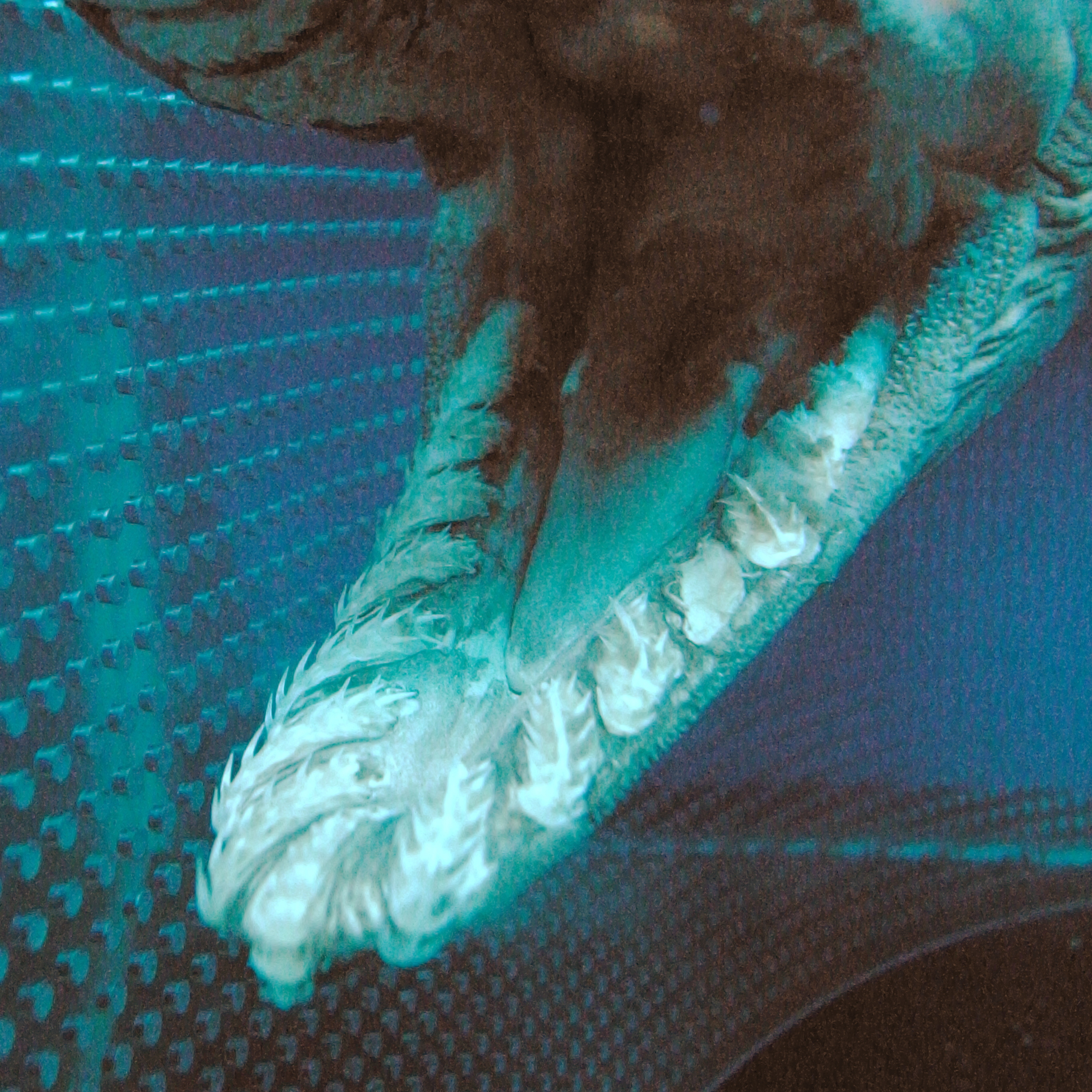
Những chiếc răng li ti phù hợp cho việc ăn các động vật thân mềm

Với cấu tạo hàm dài, cho phép chúng nuốt được những con mồi bằng một nửa nửa hoặc hơn so với chúng. Tuy nhiên, với cấu tạo răng cùng khớp hàm khiến chúng không thể cắn xé con mồi một cách mạnh mẽ như các loài cá mập khác. Thức ăn chủ yếu của cá nhám mang xếp bao gồm các động vật thân mềm bao gồm cả mực, các loài cá nhiều xương (Osteichthyes) và kể cả các loài cá nhám nhỏ hơn. Ở vùng biển Chōshi, một con cá nhám mang xếp dài 1,6 m đã nuốt một con cá mập mèo Nhật Bản (Apristurus japonicus) nặng 590 g (1,3 lb). Đối với những con mồi di chuyển nhanh như là mực, chúng tấn công con mồi một cách bất ngờ và chớp nhoáng giống như một con rắn, cùng với đó là việc đóng các khe mang để tạo ra một lực hút con mồi vào miệng.

### Sinh sản
Con cái trưởng thành thì có buồng trứng và tử cung ở bên phải. Khi phôi thai của cá nhám mang xếp phát triển, chúng được nuôi dưỡng bằng các chất dinh dưỡng có trong trứng. Do sống ở những vùng nước sâu ít bị ảnh hưởng bởi thời tiết hay các mùa nên mùa sinh sản của cá nhám mang xếp không được xác định cụ thể. Cứ khoảng 2 tuần một lần, trứng rụng vào thành tử cung, và chỉ dừng lại đến khi trứng được thụ tinh (trong thời gian mang thai).
Giai đoạn đầu, phôi thai có màng mỏng bảo vệ dạng viên nang hình elip màu vàng nâu. Khi phôi thai dài 6–8 cm (2,4-3,1 in) nó sẽ được đẻ, vào thời điểm này phôi thai đã được phát triển tương đối đầy đủ  và phát triển tiếp tục ở môi trường bên ngoài cho đến khi đạt chiều dài 40 – 50 cm (16 – 20 in). Phôi tăng trưởng trung bình là 1,4 cm (0,55 in) mỗi tháng, và do đó toàn bộ thời kỳ thai có thể kéo dài 3 - 6 tháng, lâu hơn bất kỳ loài động vật có xương sống nào khác. Cá nhám con khi nở có chiều dài từ 40–60 cm (16 –24 in). Chúng sẽ trưởng thành và phát triển cơ quan sinh dục khi đạt chiều dài cơ thể 1 - 1,2 m (3,3 - 3,9 ft) ở con đực và 1,3 - 1,5 m (4,3 - 4,9 ft) đối với con cái.

## Tác động
Đây là một loài cá hiếm gặp nhưng chúng không nguy hiểm đối với con người. Người ta bắt gặp cá nhám mang xếp tình cờ trong khi đánh bắt hải sản tại các vùng biển nước sâu khắp nơi trên thế giới, nhất là ở vùng vịnh Suruga. Ngư dân coi đây là sự phiền toái khi bắt được chúng vì thông thường sẽ làm hỏng lưới đánh cá. Đôi khi cá nhám mang xếp được bán hoặc chế biến bột cá nhưng không đáng kể. Do tỷ lệ sinh sản thấp, cùng với việc đánh bắt thủy sản ngày càng nhiều nên nó đã bị liệt kê vào danh sách các loài sắp bị đe dọa bởi IUCN.